# Tour de Florès
Le Tour de Florès est une course cycliste à étapes, organisée en Indonésie sur l'île de Florès. Créée en 2016, l'épreuve fait partie de l'UCI Asia Tour en catégorie 2.2.

## Palmarès
| Année | Vainqueur         | Deuxième        | Troisième             |
| ----- | ----------------- | --------------- | --------------------- |
| 2016  | Daniel Whitehouse | Benjamín Prades | Ricardo García Ambroa |
| 2017  | Thomas Lebas      | Arvin Moazemi   | Marcelo Felipe        |